# Poiocerinae
Sous-famille
Taxons de rang inférieur
- Diloburini Metcalf, 1938
- Lysterini Spinola, 1839
- Paralystrini Metcalf, 1938
- Poiocerini Metcalf, 1938

Les Poiocerinae sont une sous-famille d'insectes hémiptères de la famille des Fulgoridae. 

## Aperçu des genres
Alphina - 
Aracynthus - 
Birdantis - 
Calyptoproctus - 
Coptopola - 
Curetia - 
Cyrpoptus - 
Dilobura - 
Echetra - 
Episcius - 
Japetus - 
Obia - 
Zepasa - 
Lystrenia - 
Paralystra - 
Desudaba - 
Desudaboides - 
Erilla - 
Galela - 
Gebenna - 
Jamaicastes - 
Learcha - 
Matacosa - 
Oeagra - 
Pelidnopepla - 
Polydictya - 
Scaralis - 
Tabocasa - 
Tomintus - 
Acraephia - 
Alaruasa - 
Aliphera - 
Amantia - 
Crepusia - 
Florichisme - 
Hypaepa - 
Itzalana - 
Oomima - 
Poblicia - 
Poiocera - 
Zeunasa